# TNFSF13B
TNFSF13B, или B-клеточный активирующий фактор (англ. tumor necrosis factor (ligand) superfamily member 13B; B-cell activating factor) — внеклеточный белок, провоспалительный цитокин из семейства факторов некроза опухоли (TNF). Продукт гена человека TNFSF13B.

## Структура и функции
Цитокин TNFSF13B относится к семейству факторов некроза опухоли. Является лигандом рецепторов TNFRSF13B/TACI, TNFRSF17/BCMA и TNFRSF13C/BAFF-R. Экспрессирован на клетках B-лимфоцитарного ряда и действует как сильный активатор B-клеток. Играет важную роль в их пролиферации и дифференцировке.
Мембранный гликопротеин TNFSF13B/BAFF состоит из 285 аминокислот и гликозилирован по остатку аспарагин-124. Экспрессирован на нескольких типах клеток, включая моноциты, дендритные клетки и стромальные клетки костного мозга. Мембранная форма может подвергаться частичному расщеплению, образуя растворимую форму белка. Равновесная концентрация BAFF зависит от B-клеток и уровня BAFF-связывающих рецепторов. BAFF — естественный лиганд для трёх типов рецепторов: BAFF-R (BR3), TACI и BCMA, которые обладают различной аффинностью к лиганду. Рецепторы экспрессированы на зрелых B-клетках и уровень каждого рецептора зависит от степени зрелости B-клетки. Кроме этого, TACI находится на T-лимфоцитах, а BCMA — на плазматических клетках. BAFF-R участвует в положительной регуляции развития B-клеток. TACI — наиболее слабый рецептор, поскольку он обладает высокой аффинностью к BAFF-подобному белку TNFSF13 (APRIL); BCMA — рецептор средней аффинности и способен взаимодействует с той или иной степенью как с BAFF, так и с APRIL. Перенос сигнала, опосредованного BAFF-R и BCMA, стимулирует B-клетки к пролиферации и действует против апоптоза. Все эти лиганды действуют в виде гомотримеров, которые взаимодействуют с гомотримерными рецепторами, хотя известно, что BAFF может действовать как в виде гомо-, так и гетеротримера, а также в зависимости от первичной последовательности способен образовать 60-мерный комплекс.

## Взаимодействия
TNFSF13B взаимодействует с TNFRSF13B, TNFSF13, TNFRSF13C и TNFRSF17.
Взаимодействие между BAFF и BAFF-R активирует классический и неканонический сигнальные пути NF-κB. это взаимодействие запускает сигнальные пути, критические для образования и поддержания B-клеток и, таким образом, важны для выживания B-клеток.

## Клиническое значение
BAFF как иммуностимулятор необходим для поддержания нормального иммунитета. Недостаточный уровень белка приводит к нарушению активации B-клеток и образованию нормального уровня иммуноглобулинов, что вызывает иммунодефицит.
С другой стороны, повышенный уровень BAFF вызывает аномально высокий уровень продукции антител, что приводит к аутоиммунным заболеваниям, таким как системная красная волчанка и ревматоидный артрит. Повышенная экспрессия BAFF также коррелирует с повышенным гуморальным иммунитетом к малярийной инфекции.
Белимумаб (Benlysta) — моноклональное антитело, разработанное Human Genome Sciences и GlaxoSmithKline, при научном участии Cambridge Antibody Technology, которое специфически распознаёт и ингибирует биологическую активность BAFF. Одобрено для лечения системной красной волчанки.
BAFF был обнаружен в биопсиях почечного трансплантата при острой реакции отторжения трансплантата и коррелирует с появлением C4d. Повышенные уровни BAFF могут инициировать B- и T-клетки аллореактивного иммунитета (направленного против молекул MHC донора), что может стимулировать реакцию отторжения трансплантата. Высокий уровень растворимого BAFF приводит к высокому риску образованию донор-специфических антител у больных после трансплантации. Эти антитела связываются с высокой аффинностью с сосудистым эндотелием пересаженного органа и активируют комплемент, что приводит к нейтрофильной инфильтрации, кровотечению, отложению фибрина и агрегации тромбоцитов. Такими образом, взаимодействия BAFF-R могут служить терапевтической мишенью при трансплантации.
Блисибимод (Blisibimod) — гибридный белок, ингибитор BAFF, разработанный Anthera Pharmaceuticals, в первую очередь для лечения системной красной волчанки.